# Vysočany
Vysočany és un poble i municipi d'Eslovàquia que es troba a la regió de Trenčín. La primera menció escrita de la vila es remunta al 1232.

## Demografia
| Godina             | 1994 | 2004    | 2014   | 2024   |
| ------------------ | ---- | ------- | ------ | ------ |
| Nombre de persones | 155  | 129     | 120    | 118    |
| Diferència         |      | −16,77% | −6,97% | −1,66% |

| Godina             | 2023 | 2024   |
| ------------------ | ---- | ------ |
| Nombre de persones | 116  | 118    |
| Diferència         |      | +1,72% |